# Parque Científico y Tecnológico de Vizcaya

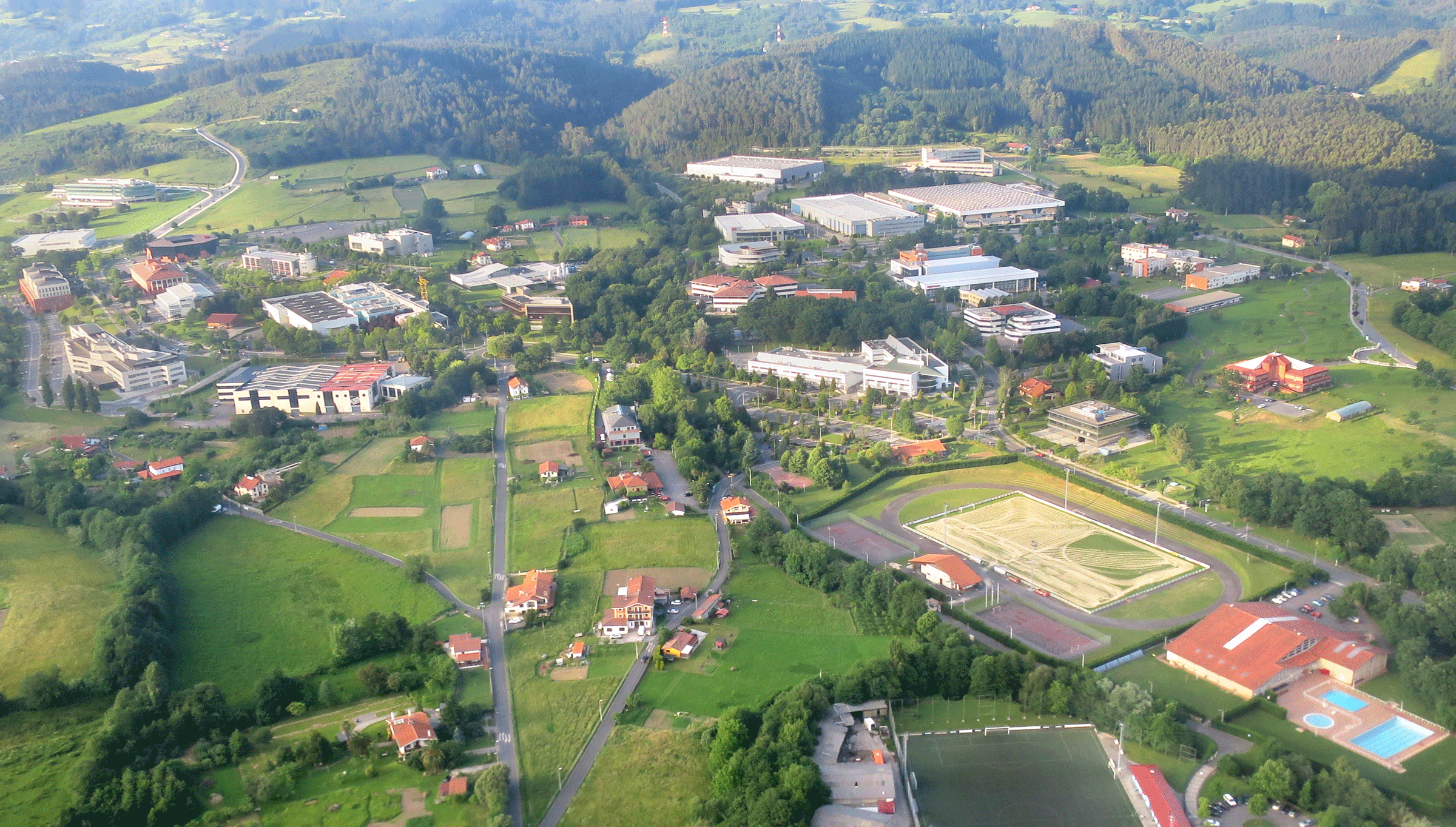
Vista aérea del Parque Científico y Tecnológico de Bizkaia.

El Parque Científico y Tecnológico de Bizkaia (Bizkaiko Zientzia eta Teknologi Parkea - Parque Científico y Tecnológico de Bizkaia), también conocido como Parque Tecnológico de Zamudio, es un parque tecnológico situado en las localidades de Zamudio (Vizcaya) y Derio (Vizcaya), a 7 km de Bilbao. Forma parte de la Red de Parques Tecnológicos del País Vasco, junto con el Parque Tecnológico de Álava y el de San Sebastián, y el Polo de Innovación Garaia. Construido en 1985 por las instituciones vascas, fue el primer parque tecnológico del País Vasco, y es actualmente el más grande y ocupado, con 213 hectáreas de superficie (con las ampliaciones proyectadas llegarán a 292 hectáreas), y 223 empresas instaladas. El número total de trabajadores asciende a 17 000 en la actualidad.
En los planes de ampliación del Parque se prevén los proyectos de campus de la Margen Izquierda, en los municipios de Abanto y Ciérvana y Ortuella, el Parque Científico de la Universidad del País Vasco en Lejona, y el Parque Tecnológico de Zorrozaurre, el primero urbano de España.